# Baker (Minnesota)
Baker – jednostka osadnicza w Stanach Zjednoczonych, w stanie Minnesota, w hrabstwie Clay.